# Мащик, Зигмунт
Зи́гмунт Па́вел Ма́щик (пол. Zygmunt Paweł Maszczyk; 3 мая 1945, Семяновице-Слёнске, Польша) — польский футболист, заслуженный мастер спорта Польши (1973), кавалер ордена Возрождения Польши (1974). Выступал на позициях полузащитника и нападающего.

## Карьера

### Клубная
Большую часть клубной карьеры Зигмунт Мащик провёл в «Рухе» (Хожув), с которым выигрывал Кубок Польши и трижды — чемпионат Польши. В 1975 году был признан лучшим футболистом года в Польше по опросу журнала Piłka Nożna. Позже играл во французском «Валансьене» и клубе третьей польской лиги «Челядзь». Закончив карьеру, с 1981 года проживает в Германии.

### В сборной
Дебют Зигмунта Мащика в сборной Польши состоялся 24 апреля 1968 года в Хожуве в матче против сборной Турции. В составе сборной Мащик стал Олимпийском чемпионом на играх в Мюнхене, выигрывал серебряные олимпийские медали игр в Монреале. На чемпионате мира-1974, где полякам удалось занять третье место, принял участие во всех 7 матчах своей сборной. Мащик был единственным представителем действующего чемпиона Польши — «Руха» на том чемпионате. Всего за сборную Польши Зигмунт Мащик провёл 36 матчей, в которых не забил ни одного мяча.

## Достижения
- Футболист года в Польше (версия журнала Piłka Nożna): 1975
- Бронзовый призёр чемпионата мира: 1974
- Олимпийский чемпион: 1972
- Серебряный призёр летних Олимпийских игр: 1976
- Чемпион Польши (3): 1967/68, 1973/74, 1974/75
- Обладатель Кубка Польши: 1973/74